# Jesús Olmedo (bailaor)
Jesús Olmedo (Madrid, 23 de diciembre de 1985) es un bailaor y profesor de flamenco actualmente afincado en Londres, durante el año 2013 se dio a conocer por ser el profesor particular de sevillanas de Pippa Middleton, la hermana de Catalina de Cambridge.

## Trayectoria
Crecido en el barrio de Arganzuela, Madrid, comenzó sus estudio de baile en el Real Conservatorio de danza de Madrid a la temprana edad de siete años, su principal influencia fue su maestro Rafael de Córdoba con quien estudió durante seis años.
Con solo nueve años participó en la coreografía de Mariemma Homenaje a Madrid actuando en una treintena de teatros en la capital española.
Después de una pequeña aparición en pantalla en la serie "Policías"  participó como actor secundario en la segunda película del director Salvador García Ruiz El otro barrio junto a Guillermo Toledo y Alberto Ferreiro entre otros. El otro barrio fue presentada en el Festival de Cine de San Sebastián (2000).
Jesus Olmedo terminó sus estudios en el Conservatorio profesional de danza de Madrid recibiendo el Título profesional de danza española en junio de 2004, desde entonces no ha parado de trabajar;
Formó parte del ballet de la cantante karina durante dos años con quien recorrió la mayor parte de la geografía española.
Durante 2009, tras un corto paso por la isla de Ibiza decide irse a vivir a Londres, allí crea la compañía Flamenco Soul artists ofreciendo clases y shows de flamenco en Gran Bretaña llegando a una gran popularidad en la comunidad flamenca de Londres gracias a sus actuaciones en Ronnie Scott's Jazz Club o a la premier de su trabajo Viaje al reencuentro en Lost Theatre (Londres).
Jesus Olmedo viaja a Dubái en 2012 como una de las apariciones estelares del famoso festival internacional "Global Village Dubai" allí es invitado a la cadena de radio "Virgin Dubai 92" y es escuchado por un gran número de oyentes.
La compañía Irlandesa «Riverdance» le invita junto a otros veinte bailarines de todo el mundo para participar en el proyecto "Heartbeat of Home" en Dublin (Irlanda) durante mayo de 2013.
Durante ese mismo año, Jesus es elegido por Pippa Middleton, hermana de Catalina de Cambridge, para ser su profesor particular y que le enseñe a bailar sevillanas con el objetivo de celebrar su 30 cumpleaños en Sevilla.
Pippa, que escribe una columna semanal en el periódico The Telegraph, decide hacer un reportaje sobre Jesús Olmedo y su experiencia aprendiendo sevillanas con él, esto da una gran publicidad a Jesús y a su compañía.
Gracias a su gran momento profesional, es escogido como actor y bailarín para trabajar en la ópera "Carmen de Bizet", actuando en la Royal Opera House en Covent Garden (Londres) hasta enero de 2014 junto a la estrella de la ópera Roberto Alagna.
Recientemente, ha aparecido en el anuncio de apertura para el FIBA Mundial de Baloncesto que se celebró en España durante el verano de 2014, el anuncio se inspiró en su baile flamenco y se emitió en más de 100 territorios de todo el mundo. También en 2014 Jesus realizó un tour de Flamenco que le llevó a ciudades como Sídney, Canberra, Auckland, Christchurch o Hobart, actualmente está inmerso en el proyecto Spanish Accents, una banda fusión de Jazz-Flamenco liderada por Alec Dankworth.

En junio de 2019, el reportero de BBC South East News, Robin Gibson visitó a Jesus Olmedo y su grupo Flamenco momentos antes de su actuación
en Kino Teatro, St Leonards.

## Premios
III Marathón de danza (Teatro de Madrid) - 1.er premio con la coreografía "De raíz" en 2004
IV Certamen de coreografía (Teatro Albéniz) - premio del público con la coreografía "Un lenguaje universal" en 2005